# Lista siturilor arheologice din județul Mehedinți - H
Lista siturilor arheologice din județul Mehedinți - H conține toate siturile arheologice din județul Mehedinți înscrise în Repertoriul Arheologic Național (RAN) și aflate în localități al căror nume începe cu litera H. RAN este administrat de Ministerul Culturii și Patrimoniului Național și cuprinde date științifice, cartografice, topografice, imagini și planuri, precum și orice alte informații privitoare la zonele cu potențial arheologic, studiate sau nu, încă existente sau dispărute.
Puteți căuta un sit din localitățile care încep cu litera H folosind formularul de mai jos sau puteți naviga prin toate siturile din județ la Lista siturilor arheologice din județul Mehedinți.
| Cod RAN                                | Denumire | Localitate                        | Adresă     | Datare        | Descoperit | Coordonate                                              | Imagine           | Erori            |
| -------------------------------------- | --- | --------------------------------- | ---------- | ------------- | ---------- | ------------------------------------------------------- | ----------------- | ---------------- |
| 112496.01.01 (Cod LMI: MH-I-s-B-10075) | Așezarea romană de la Halânga - "La Poligon" / ansamblu Așezare romană (Categorie: locuire civilă) (Tip: Așezare) | sat Halânga, comuna Izvoru Bârzii | La Poligon | sec. II - III |            |                                                         | Încărcați imagine | Raportați eroare |
| 112085.01.01 (Cod LMI: MH-I-s-A-10076) | Castrul roman de la Hinova / ansamblu Castrul roman de la Hinova (Categorie: locuire militară) (Tip: Castru)      | sat Hinova, comuna Hinova         |            | sec. III - V  |            | 44°32′00″N 22°46′00″E / 44.5333333333°N 22.7666666667°E | Încărcați imagine | Raportați eroare |
| 112085.02.01                           | Valul roman de la Hinova / ansamblu Brazda lui Novac (Categorie: fortificație) (Tip: Val de pământ)               | sat Hinova, comuna Hinova         |            | sec. III      |            |                                                         | Încărcați imagine | Raportați eroare |